# Basílica de Nuestra Señora de la Merced (Quito)

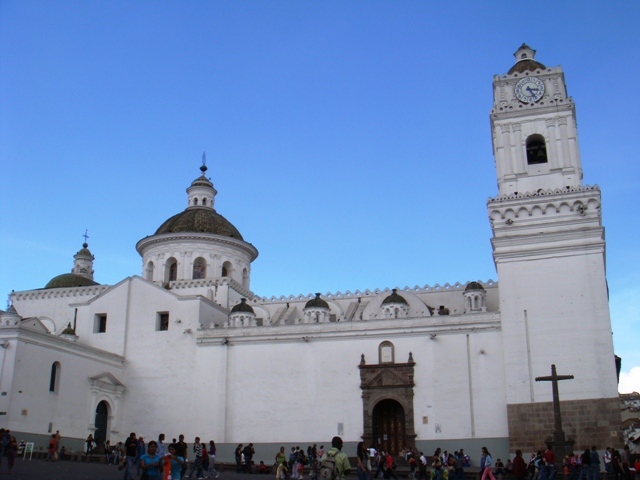
Basílica de Nuestra Señora de la Merced

De Basílica de Nuestra Señora de la Merced is een basiliek in de Ecuadoriaanse hoofdstad Quito. De bouw startte in 1701. De toren werd in 1736 afgebouwd en in 1747 werd de basiliek ingewijd. Aan de basiliek zijn in de loop van de tijd twee kloosters aangebouwd.
Het witte gebouw heeft vijf koepels en een vierkante toren met, verrassend genoeg, islamitische decoraties. De ingang is versierd met inscripties van de Maan en de Zon. Dit duidt op inspiratie van de Incareligie.